# Nomada rubricosa
Nomada rubricosa là một loài Hymenoptera trong họ Apidae. Loài này được Eversmann mô tả khoa học năm 1852.